# Ordrup Privatskole
Ordrup Privatskole (Ordrup Private Forberedelsesskole), grundlagt i 1918, var en mindre, privat drevet skole i Gentofte Kommune nord for København. Skolen havde forskellige adresser i kommunen, indtil den i 1943 flyttede ind i "Sophies Minde", Ordrup Jagtvej 181 i Charlottenlund, hvor den havde adresse, indtil den lukkede i foråret 1992.

## Skolens historie
Skolens oprindelige navn var Ordrup Forberedelsesskole. Den blev grundlagt i 1918 og havde til huse i to lokaler i Ordrup Menighedshus på Hyldegårds Tværvej. Frøken Ingrid Hansen var skolens leder.
I 1929 flyttede skolen til en villa på Hyldegårdsvej og derefter til en villa på Gyldenlundsvej nummer 21 i 1936. Efter Ingrid Hansens død i 1941 blev skolen flyttet til midlertidige lokaler på Gudrunsvej hos fru Gella Bruun, under ledelse af frøken Ragnhild Bondgaard. I 1943 overtog frøken Bondgaard villaen Sophiesminde på Ordrup Jagtvej. Villaen blev ombygget og renoveret indvendigt med lokaler der bedre egnede sig til undervisning og skolebrug. I 1968 trak den nu gifte fru Ragnhild Bondgaard Andreasen sig tilbage efter over 40 års virke på skolen. Under samme ledelse kørte Privatskolen videre i samme ånd. I 1971 blev skolen udvidet med en pavillon med plads til børnehaveklasse og to faglokaler til sløjd og audio-visuel undervisning. I 1975 blev der oprettet skolekøkken i underetagen på hovedbygningen, og omklædningsrummet blev moderniseret. Den 1. september 1978 fejrede skolen 60-års fødselsdag. Skolen lukkede i 1992. 
På Ordrup Jagtvej 181 ligger i dag daginstitutionen Åkanden.

## Ledelse
- Ole Jacobsen (1849-1921) var bestyrer på Ordrup Privatskole.
- Ingrid Hansen (født 15. august 1883 i Vejle) var skolebestyrerinde fra 1919 til 1941.
- Fru Ragnhild Bondgaard Andreasen (tidl. frk Bondgaard Christensen) (født 29. marts 1901 på Frederiksberg) var leder fra 1941-maj 1968; ansat som lærerinde 1924.
- Peter Raes var rektor fra 1968 til 1990.

Peter Raes var tidligere ansat ved Carn Brea Preparatory School i Bromley, Kent, England.
Jonna Jepsen var skolens sekretær i samme periode.
- Fru Vibeke Passow var rektor fra 1990 til 1992, hvor skolen lukkede.

## Lærere
- Arne Berthelsen (født 1. juli 1911). Musikundervisning. Komponerede melodien til skolens sang: "Jeg den gamle hængebøg".
- Jørgen Larsen. Klasselærer. Geografi. Sløjd. Regning. Naturhistorie.
- Jan Nivaro. Gymnastik. Fysik. Historie. Sløjd.
- Ebbe Munck.
- Peter Odel. Tysk. Historie.
- Frk. Bern. Geografi, regning, tegning.
- Fru Elbirk. Klasselærer. Dansk. Håndgerning.
- Frk. Inger Hansen (født 15. april 1911 på Frederiksberg), ansat 1933.
- Fru Marbo. Gymnastik. Skrivning.
- Sanne Jørgensen. Gymnastik.
- Beret Petersen. Klasselærer. Tysk. Matematik. Dansk.
- Ellen Schou. Dansk.
- Jens Bagger. Geografi. Dansk. Sløjd.
- Hanne Quirinus. Formning.
- Fru Louise Grandjean. Matematik. Biologi. Husgerning.
- Marianne Kanstrup. Musik. Gymnastik.
- Hr. Binzer. Religion.
- Fru Hermansen. Kristendomskundskab, matematik og tysk.
- Frk. Dagni Ingeborg Rump (født 22. november 1897 i Aalborg). Dansk, "Sagnhistorie", Anskuelsesundervisning. Ansat 1921.
- Peter E. Raes. Engelsk. Sløjd. Gymnastik. Musik.
- Ida Colding. Dansk. Historie. Musik (sang).
- Poul Colding. Historie.
- Else Krøjgaard. Musik.
- Fru Berg-Nielsen. Matematik. Dansk.
- Fru Vibeke Passow. Matematik, Dansk, Religion.